# Neptun 471
Die Schiffsbaureihe Neptun 471, auch Serie Jobella genannt, ist ein Mehrzweckfrachtschiffstyp der Rostocker Schiffswerft „Neptun“.

## Geschichte
Hergestellt wurde die Baureihe von 1973 bis 1981 in dreizehn Einheiten. Vorgesehen sind die Schiffe vorwiegend für den kombinierten Transport von Stückgut, Containern, Schwergut,  Holz, Zellulose, Papier und Schüttgutladungen.
Erstes Schiff und Namensgeber der Serie war die am 30. April 1973 vom Stapel gelassene Jobella mit dem Heimathafen Oslo. Das Schiff mit der Baunummer 471 wurde zunächst als Joanita auf Kiel gelegt und später mehrfach umbenannt. Ab 1999 war es als Ornella und ab 2007 als Rafi in Fahrt. Das Schiff wurde am 9. September 2011 aus dem Register gelöscht.
Bemerkenswert war das Schicksal der am 20. April 1974 vom Stapel gelassenen Hansa, die an eine norwegische Reederei ging. Sie war das vierte Schiff der Baureihe und das zweite Schiff der Serie, das den Namen Hansa erhielt. Nachdem sie 1975 in Cycle und 1980 in Timur Endeavour umbenannt worden war, lag sie ab dem 29. November 1980 infolge des Ersten Golfkriegs in Basrah fest und konnte nach ihrem Freikommen nur noch zum Abbruch verkauft werden. Am 1. Januar 1994 traf sie zur Verschrottung in Gadani ein.
Der VEB Deutfracht/Seereederei Rostock (DSR) stellte am 17. März 1977 mit der Freital sein erstes Neptun-471-Schiff in Dienst. Als weitere Neubauten folgten die Aken, Köthen und Bergen, die ebenfalls an DSR gingen.
Das letzte Schiff war die Baunummer 494 der Serie, die unter deutscher Flagge in Dienst gestellte Alexander Schulte, welche nach mehreren Umbenennungen am 13. September 2009 in Alang zum Abbruch auf den Strand gesetzt wurde.
Zwei Schiffe gingen durch Strandung und eines durch ein Feuer verloren. Ein weiteres Schiff der Baureihe, die Beate, ließ die Reederei Helmut Bastian im Jahr 1987 auf der Sietas-Werft zum Gastanker Olefine Gas umbauen. Das Schiff wurde im Mai 2010 in Alang abgebrochen.

## Technik
Angetrieben wurden die Schiffe von einem in MAN-Lizenz gefertigten 3972 kW Zweitakt-Dieselmotor des Typs K6Z 57/80F des Herstellers VEB Maschinenbau Halberstadt der direkt auf einen Festpropeller wirkt. Die Maschinenanlage ist für den  ferngesteuerten Betrieb von der Brücke eingerichtet.
Die mit einem Wulstbug versehenen Rümpfe sind in Sektionsbauweise zusammengefügt. Der Wohn- und Arbeitsbereich der achtern angeordneten Decksaufbauten ist klimatisiert.
Die zwei langen für den Containertransport optimierten Laderäume mit einem Rauminhalt von 10.413 m3 Kornraum und 10.357 m3 Ballenraum verfügen durch die Doppelhüllenkonstruktion über glatte Seitenwände und einen geringen Unterstau. Seefest verschlossen werden die Laderäume mit MacGregor-Lukendeckeln. Es können insgesamt 213 Container, oder 2278 Standards Holz transportiert werden. Das Ladegeschirr besteht aus jeweils zwei 15-Tonnen- und 30-Tonnen-Schwingladebäumen des Systems Velle.